# 혁명적공산주의자동맹 전국위원회
혁명적공산주의자동맹 전국위원회(일본어: 革命的共産主義者同盟全国委員会 카쿠메이테키쿄우산슈기샤도메이젠코쿠이인카이[*])는 혁명적공산주의자동맹에서 갈라진 트로츠키주의 정파다. 통칭 중핵파(일본어: 中核派 츄카이하[*]). 2006년 중핵 관서파가 이탈한 뒤에는 중앙파(中央派), 당중앙(党中央), 야스다파(安田派) 등으로도 불린다. 하이바는 흰색에 검은 글자로 "중핵"을 쓴다.
"반제국주의 반스탈린주의 프롤레타리아 세계혁명"을 내건다. 공개 거점은 출판사인 전진사. 기관지는 『전진』(前進), 기관잡지는 『공산주의자』(共産主義者). 학생회는 마르학동 중핵파.
1957년 혁공동 결성 이후 1958년의 혁공동 제1차 분열(오오타파 이탈), 1959년의 혁공동 제2차 분열(구로다·혼다파가 이탈해 "혁공동 전국위원회" 결성), 1963년의 혁공동 제3차 분열(구로다파=혁마르파 이탈)을 거쳐 끝까지 기존 혁공동에 남은 혼다파가 중핵파를 형성했다.
"반제국주의 반스탈린주의 깃발 아래 만국의 노동자여 단결하라"를 메인 슬로건으로, 세계 공산주의 혁명의 일환으로 일본 공산주의 혁명을 주장하고, 그 혁명은 폭력혁명이며 혁명으로써 수립해야 할 정권은 프롤레타리아 독재라고 한다. "반제국주의 반스탈린주의"란 즉 "진정한 공산주의의 실현을 위해 자본주의 국가를 전복(반제국주의)"시키고, 그와 동시에 소련이나 중국 등 기존 사회주의 국가를 세계혁명을 포기하고 제국주의와의 평화공존정책을 획책하는 스탈린주의로 규정하여 타도 대상으로 지목한다. 조선로동당과 일본공산당도 스탈린주의 정당으로 규정하여 타도 대상이라고 말한다.
분열된 혁마르파 역시 "반제국주의 반스탈린주의"를 주장하는 것은 마찬가지지만, 혁마르파가 이론과 조직화를 중시하는 데 비해 중핵파는 대중운동과 무장투쟁을 중시했고, 공산주의자동맹(분트)와 사청동 해방파 등 다른 정파와의 공투도 시도했다. 1960년대 권력에 대한 가두무장투쟁, 대학투쟁 등을 통해 신좌파 정파 최대의 규모와 세력을 가지게 되었다. 1966년 세 차례 대회를 가지고 "제국주의의 기저적 동요의 개시"를 표명했다. 이후 1974년-75년의 세계 동시 불황으로 인한 고도성장의 종언을 두고 자본주의의 역사적 명맥은 다했다고 선언했다. 이것을 바탕으로 "혁명정세가 성숙하고 있다"는 정세인식 하에 더욱 급진적인 노선을 내세우며 다수의 테러 사건, 도시 유격대 활동을 해왔다.
냉전 종결 이후 1991년 5월 "5월 테제"로 무장투쟁노선에 의해 피폐화된 당조직의 재건을 도모하고 노동운동 노선으로 전환했다. 자파의 노동운동을 전개하면서 노사협조노선의 전노련, 총련을 "체제부역적 노동운동"으로 규정하여 비판하고 있다.
2006년경부터 "제국주의 전쟁을 내란으로"의 슬로건으로 표현되는 기존의 노선에서, 노동 지바를 주축으로 한 "계급적 노동운동 노선"으로 더욱 전환했다. 그것에 대한 반발로 2007년경 중해 관서파가 이탈하는 등 분열이 일어났다. 현재 "노동 지바파"를 자칭하는 소위 "중앙파"는 "노동운동의 힘으로 혁명하자"를 정강으로 삼고 있다.